# Cantó de Semur-en-Brionnais
El cantó de Semur-en-Brionnais és un cantó francès del departament de Saona i Loira, situat al districte de Charolles. Té 14 municipis i el cap és Semur-en-Brionnais.

## Municipis
- Briant
- Fleury-la-Montagne
- Iguerande
- Ligny-en-Brionnais
- Mailly
- Oyé
- Saint-Bonnet-de-Cray
- Saint-Christophe-en-Brionnais
- Saint-Didier-en-Brionnais
- Sainte-Foy
- Saint-Julien-de-Jonzy
- Sarry
- Semur-en-Brionnais
- Varenne-l'Arconce

## Història
| Data d'elecció                           | Identitat           | Partit                               | Qualitat |
| ---------------------------------------- | ------------------- | ------------------------------------ | -------- |
| 1945-1952                                | Louis Goutaudier    | RPF                                  |          |
| 1952-1967                                | Claudius Bachelet   | CNIP                                 |          |
| 1967-1985                                | Alexis Raquin       | Divers droite, després UDF           |          |
| 1985-1998                                | Michel Vivier       | Divers gauche, després divers droite |          |
| 1998-2004                                | Jean-Claude Fraissé | Divers droite                        |          |
| 2004-                                    | André Mamessier     | Divers droite                        |          |
| les dades anteriors no són pas conegudes |                     |                                      |          |
|                                          |                     |                                      |          |

## Demografia
| A partir de 1990: Població sense dobles comptes |